# Tarot (pel·lícula de 2024)
Tarot és una pel·lícula de terror sobrenatural nord-americana de 2024 escrita i dirigida per Spenser Cohen i Anna Halberg (en els seus debuts com a directors de llargmetratges) i coescrit per Nicholas Adams. Està basat en una novel·la de 1992, Horrorscope, de Nicholas Adams. La pel·lícula és protagonitzada per Harriet Slater, Adain Bradley, Avantika, Wolfgang Novogratz, Humberly González, Larsen Thompson, Olwen Fouéré i Jacob Batalon. La història segueix un grup d'estudiants universitaris que, després d'utilitzar una estranya baralla de Tarot, comencen a morir horriblement un a un i han de descobrir el misteri de la baralla abans que s'acabi el temps. S'ha subtitulat al català.
Tarot va ser llançat als Estats Units per Sony Pictures Releasing el 3 de maig de 2024. La pel·lícula va rebre crítiques generalment negatives i ha recaptat 45 milions de dòlars a tot el món.

## Argument
Un grup d'amics - Haley, Grant, Paxton, Paige, Madeline, Lucas i Elise - lloguen una mansió als Catskills per l'aniversari de l'Elise. Amb la tensió al grup després de la recent ruptura d'Haley i Grant, es distreuen fent-li llegir els seus horòscops amb una caixa d'estranyes cartes de tarot descobertes al soterrani. Elise aconsegueix La papessa i que "pujarà l'escala de l'èxit"; Lucas aconsegueix L'ermità⁣; Madeline l'home penjat⁣; Paige i Paxton The Magician i The Fool respectivament. Quan Haley revela que Grant està destruint la seva relació ell mateix mentre va rebre The Devil, tots dos discuteixen. Finalment, Haley llegeix el seu propi horòscop i obté la targeta de la mort.
L'endemà, el grup torna al campus. L'Elise és atacada per una versió monstruosa de la Gran Sacerdotessa, que la mata a cops amb l'escala que condueix a l'àtic. Lucas és atacat per l'ermità en una estació de tren i matat per un tren a gran velocitat. Cada mort correspon a les lectures del tarot i el grup sospita que alguna cosa va malament amb la baralla.
Visiten Alma Astron, una experta en tarot i l'ocultisme que van trobar en línia. Ella identifica les cartes com a pertanyents a un astròleg que, a finals del segle XVIII, va servir a un comte hongarès i li prediria el futur. Després de llegir que la seva dona embarassada i el seu fill moririen al part, el comte afligit va ordenar als seus homes que matessin la filla de l'astròleg. L'astròleg, enfurismat pel dolor, va condemnar el comte i els seus amics a la mort amb les seves cartes, després es va suïcidar i va maleir la seva baralla per matar qualsevol que l'utilitzi. Les cartes són responsables de diverses massacres de grups de lectura de tarot. Alma els insta a destruir la coberta, que encara es troba a la mansió.
Mentre condueixen cap allà, el seu cotxe s'avaria i són atacats per l'Home Penjat, que mata a la Madeline. Aterrit, Paxton deixa els altres i torna al campus, però és perseguit per The Fool. Haley, Grant i Paige tornen a la mansió, però no poden cremar les cartes i demanar l'ajuda d'Alma. Alma convoca l'esperit de l'astròleg, però l'astròleg fa una lectura sobre ella i és assassinada pels Sis d'Espases.
Paige és serrada per la meitat per The Magician. Haley decideix que si llegeix l'horòscop de l'astròleg, això podria acabar. Mentre Grant és arrossegat pel diable, Haley fa una lectura sobre l'astròleg, donant-li la mort. Veu que totes les seves cartes estan al revés i pateix dolor. Finalment, deixa anar el dolor de la seva mare, que va morir de malaltia, i l'esperit de l'astròleg es crema al costat de la coberta. Haley i Grant es reconcilien per sobreviure i es retroben amb Paxton, que va sobreviure després que el seu company d'habitació obrís la porta de l'ascensor a l'últim segon, fet que va fer desaparèixer The Fool.

## Repartiment
- Harriet Slater com a Haley
- Adain Bradley com a Grant
- Jacob Batalon com a Paxton
- Avantika com a Paige
- Humberly González com a Madeline
- Wolfgang Novogratz com a Lucas
- Larsen Thompson com a Elise
- Olwen Fouéré com Alma

## Producció
Deadline Hollywood va informar de la producció d'Horrorscope el juny de 2022, amb Jacob Batalon, Alana Boden, Avantika Vandanapu i Adain Bradley unint-se al repartiment. La pel·lícula va ser dirigida i escrita per Spenser Cohen i Anna Halberg, basada en la novel·la homònima de Nicholas Adams de 1992. Scott Glassgold de Ground Control produït a través d'Alloy Entertainment, juntament amb Leslie Morgenstein i Elysa Koplovitz Dutton. Halberg i Cohen van ser productors executius. Screen Gems també va produir la pel·lícula. El juliol de 2022, Humberly González es va unir al repartiment. L'octubre de 2022, Harriet Slater es va unir al repartiment.
El gener de 2024, la pel·lícula va passar a anomenar-se Tarot.

## Publicació
Tarot estava programat originalment per ser llançat el 28 de juny de 2024, abans de ser traslladat fins al 10 de maig de 2024. Més tard es va traslladar una setmana fins al 3 de maig de 2024.

## Recepció

### Taquilla
El 14 de juny de 2024, Tarot arribà a una taquilla de 18,5 milions als Estats Units i Canadà, i 27 milions a la resta de territoris, assolint la xifra mundial de 45 milions de dòlars.
Als Estats Units i al Canadà, Tarot es va estrenar juntament amb The Fall Guy, i es va preveure que recaptés entre 5 i 6 milions de dòlars en 3.104 cinemes el seu cap de setmana d'obertura. La pel·lícula va guanyar 2,5 milions de dòlars el primer dia, inclosos 715.000 dòlars de projeccions prèvies. Va debutar amb 6,3 milions de dòlars, i va acabar quart. La pel·lícula va guanyar 3,4 milions de dòlars en el seu segon cap de setmana (una caiguda del 47,7%) i 2 milions de dòlars en el tercer, acabant en quart i setè lloc, respectivament.

### Crítica
Al lloc web de l'agregador de ressenyes Rotten Tomatoes, el 10% de les crítiques de 53 crítiques són positives, amb una valoració mitjana de 4,2/10. Metacritic, que utilitza una mitjana ponderada, va assignar a la pel·lícula una puntuació de 36 sobre 100, basada en 12 crítics, indicant crítiques "generalment desfavorables". El públic enquestat per CinemaScore va donar a la pel·lícula una nota mitjana de "D–" en una escala d'A+ a F, mentre que els enquestats per PostTrak li van donar una puntuació global positiva del 39%.